# Wieniawa (województwo mazowieckie)
Wieniawa – wieś w Polsce położona w województwie mazowieckim, w powiecie przysuskim, w gminie Wieniawa. Ma status sołectwa.
Prywatna wieś szlachecka, położona była w drugiej połowie XVI wieku w powiecie radomskim województwa sandomierskiego. W latach 1975–1998 miejscowość administracyjnie należała do województwa radomskiego.
Miejscowość jest siedzibą gminy Wieniawa oraz rzymskokatolickiej parafii św. Katarzyny.
Wieniawa istnieje już ponad 5 wieków, nazwa wywodzi się od rodu Wieniawitów, którzy założyli osadę w drugiej połowie XV w. na obszarze wsi Kłudno.

## Zabytki
- Kościół parafialny św. Katarzyny wzniesiony około 1511. Pierwszy drewniany kościół pw. NMP i św. Katarzyny został zbudowany w tym miejscu w 1264 przez ks. Hieronima Strzembosza. W XIV w. dziekan kielecki Mikołaj dobudował do istniejącego kościoła murowaną kruchtę, zakrystię i kaplicę św. Stanisława w stylu gotyckim. Obecny murowany kościół wzniesiony został w stylu późnogotyckim przez proboszcza Stanisława Młodeckiego. W 1510 podniósł on cały kościół o 6 m i nadał mu styl renesansowy. Prezbiterium i kaplica zostały rozbudowane w 1703, a cały kościół odrestaurowano w 1912. Najstarszą częścią kościoła jest zamknięte wielobocznie prezbiterium. Prezbiterium to oraz kaplica św. Stanisława są późnogotyckie. Kaplica św. bp. Stanisława otwarta jest do prezbiterium arkadą okrągło-łukową, nakryta sklepieniem gwiaździstym o ciosowych, profilowanych żebrach z kamiennym zwornikiem z herbem Półkozic ks. Stanisława Młodeckiego. Nawa kościoła oraz dwa boczne ołtarze pochodzą z okresu baroku.
  - ołtarz główny w stylu późnorenesansowym z pocz. XVII w., o bogatej dekoracji rzeźbiarskiej, z obrazami z tego okresu
  - obraz Matki Boskiej Szkaplerznej w ołtarzu głównym.
  - „Poliptyk Wieniawski” w kaplicy św. Stanisława – jeden z najcenniejszych zabytków sztuki regionu radomskiego oraz wielkie dzieło okresu Renesansu w skali europejskiej. Badania historyczne wykazały, że dzieło to zostało zamówione przez ks. St. Młodeckiego. Ukończono je w 1544, autor nie jest znany. Poliptyk składa się z trzech części i ilustruje legendę św. bp. Stanisława. Pole środkowe zajmuje rzeźbiona scena zabójstwa św. Stanisława, ruchome skrzydła z rzeźbionymi kwaterami przedstawiają zaś sceny z życia św. Stanisława w awersach oraz z nieruchomych skrzydeł zewnętrznych ze scenami Męki Pańskiej. W zwieńczeniu poliptyku znajduje się rzeźbiona postać św. Anny oraz malowane postacie św. Józefa i Joachima. Nr rej.: 448/A/57 z 27.02.1957, 378/A z 21.06.1967 oraz 183/A z 15.10.1982
- Dwór w pobliżu kościoła z pocz. XIX w., przy którym widoczne są pozostałości parku krajobrazowego ze wspaniałymi okazami dębów, nr rej.: 792/A z 16.09.1972
- dawny dom gminy z 1920, nr rej.: 455/A z 25.01.1991